# Sasaniderna
Sasaniderna var den sista inhemska dynastin att styra Persien före den arabisk-muslimska invasionen. Den sasanidiska epoken sträckte sig mellan 226, när partherna besegrades, och 640, som en konsekvens av konflikten med det muslimska kalifatet. Huvudstaden i riket var Ktesifon.Dynastins beteckning kommer av Sasan, en förfader till Ardashir I, den förste sasanidiske härskaren (224–240). 

## Geografi

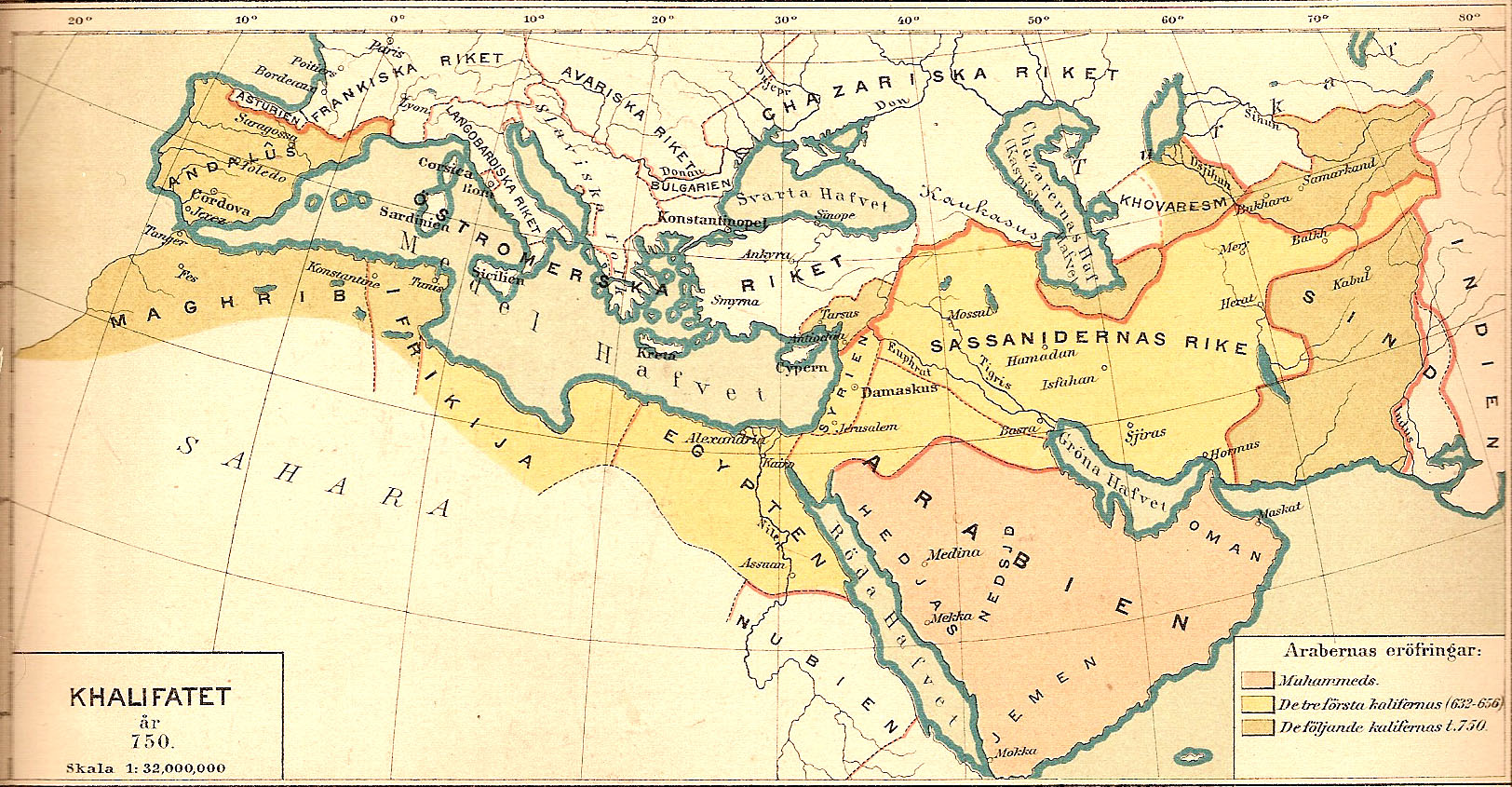
Historisk karta över kalifatets utbredning år 750 e.Kr. med Sasanidernas rike utmärkt.

Det sasanidiska riket utgjordes huvudsakligen av två geografiska områden: det bördiga låglandet i Mesopotamien och den iranska platån. Områdena var åtskilda av Zagros-bergen som sträcker sig från Kurdistan ner till Persiska viken.
Mesopotamien med sin omfattande konstbevattning var ett tätbefolkat och ekonomiskt viktigt område för riket. Jordbruket inbringade betydande skatteintäkter och möjliggjorde etableringen av flera stora städer: huvudstaden Ktesifon, Veh Ardashir, Perozshapur och Veh Antiok Khusrau. Befolkningen på den iranska platån å andra sidan var utspridd och bosättningar förekom främst vid de vattendrag som Zagros terräng gav upphov till. Utanför floderna och de underjordiska kanalerna qanat fanns flera öknar: saltöknen Dasht-e Kavir i norr och öknen i Gedrosien (motsvarande ungefär dagens Baluchistan) i sydöst.

## Religion
Statsreligionen var zoroastrism. Riktningen zurvanism var den viktigaste riktningen inom zoroastrismen i det Sasanidiska riket. Profeten Mani (216–277), som hade utvecklat en ny skriftreligion, verkade i Iran under denna period. År 250 fick Mani den iranske kungen Shapur I att konvertera till manikeismen, och under dennes tid rönte manikeismen stor framgång. Efter kungens död förföljdes Mani och hans anhängare. Så småningom greps Mani, fängslades och dömdes till döden. Han avled i fängelset innan domen hann verkställas.

Från Syrien hade redan under den partiska tiden kristendomen spridit sig till Persien. Ända till Konstantin den stores regering hade kristendomen här rent av haft en gynnsammare ställning än i det romerska riket. Först då kristendomen genom Konstantin blev en "tillåten" religion och faktiskt den mest gynnade religionen i det romerska riket, blev den politiska motsättningen även en religiös sådan. Från år 345 inleddes under Shahpour II en blodig förföljelse mot de kristna i det sasanidiska riket, då dessa numera betraktades som romarnas naturliga bundsförvanter. Efter Jovianus fredsslut (363) drabbade förföljelsen även de kristna inom de avträdda områdena. Först år 380 kom det till ett stillestånd i sasanidernas kamp mot kyrkan. Yazdegerd I organiserade den persiska kyrkan, och i spetsen för kyrkan ställdes biskopen av Seleukia.

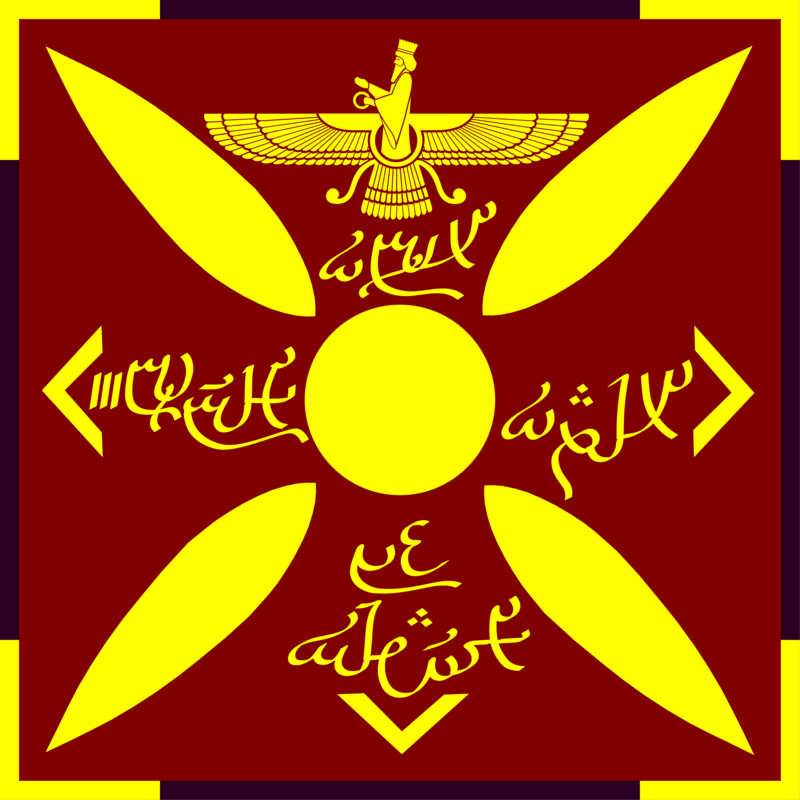
Drafš ī Kāvayān (medelpersiska) Irans legendariska riksbaner.

## Samhällsklasser
Det persiska ridderskapet, dehqanernas stånd, utvecklades ur den jordägande länsadeln. Ur deras led rekryterades det tunga, pansarklädda rytteriet. Under dem stod bondebefolkningen, som i krig utgjorde fotfolket. Över lantadeln stod de gamla, förnäma adelshusen, inom vilka statsämbetena var ärftliga. Denna högadel bildade ett mäktigt furstestånd. Bredvid dem stod prästeståndet, magerna, som dock fick större politisk makt först efter att den sasanidiska statskyrkan hade organiserats.

## Militär
Härens huvudstyrka utgjordes av rytteriet, beväpnat med pilbågar. Bakom dem stod de pansarklädda lansryttarna. Deras uppgift var att rikta den sista förintande stöten mot fienden. Bågen var alltsedan fornpersisk tid det nationella vapnet. Man använde sig också av elefanter, ett inslag lånat från det indiska krigsväsendet. Särskilt belägrings- och försvarstekniken var högt utvecklad.